# 1956 Wolność i miłość
1956 Wolność i miłość (węg. Szabadság, szerelem) – węgierski film z 2006 w reżyserii Krisztiny Goda. Film przedstawia wydarzenia powstania węgierskiego 1956 oraz rozgrywanego krótko po jego upadku meczu piłki wodnej pomiędzy ZSRR a Węgrami podczas igrzysk w Melbourne (mecz ten zasłynął pod nazwą "krew w wodzie"). Jest inspirowany prawdziwymi wydarzeniami, jednak jego bohaterowie są fikcyjni.
Film miał premierę w 50. rocznicę powstania.
To pierwszy węgierski film, który został wyświetlony w Białym Domu.

## Historia powstania filmu
Pomysłodawcą filmu był amerykański producent, węgierskiego pochodzenia, Andrew Vajna. Vajna opuścił Węgry jako dziecko, po upadku powstania. W dniu, w którym rozgrywany był słynny mecz piłki wodnej pomiędzy ZSRR a Węgrami. Przez wiele lat chciał nakręcić film o wydarzeniu, które zmusiło jego rodzinę do emigracji i tym samym zmieniło jego życie, jednak nie mógł trafić na odpowiednią historię. Zainspirował go dopiero film Cud w Lake Placid, który uświadomił mu potencjał tkwiący w uczynieniu wydarzenia sportowego osią fabuły.
Do współpracy Vajna zaprosił scenarzystę Joego Eszterhasa, który zasugerował dodanie wątku romansowego, który spajałby różne wątki i uczyniłby historie powstania bardziej osobistą.
Vajna, mimo doświadczenia pracy w Hollywood, od początku chciał, żeby film był węgierski, z węgierską obsadą i reżyserem. Po długim poszukiwaniu właściwej osoby, zdecydował się powierzyć 1956 Wolność i miłość reżyserce Krisztinie Goda, której debiut Tylko seks i nic więcej zrobił na nim duże wrażenie.
Wszyscy aktorzy przygotowywali się solidnie do filmu, zbierając wiedzę o powstaniu od swoich bliskich, którzy je pamiętali oraz z książek historycznych.
Odtworzenie realistycznie wydarzeń sportowych było pewnym wyzwaniem. Aby wiernie odwzorować realia, Timor Benedek odpowiedzialny za przygotowanie aktorów odbył serię rozmów z graczami węgierskiej reprezentacji z lat 50. W tamtych czasach w meczach piłki wodnej używano nieco innego sprzętu. Np. grano piłkami skórzanymi, które podczas gry nasiąkały wodą, stając się coraz cięższe i coraz trudniejsze w obsłudze. Na potrzeby filmu użyto specjalnie wykonanych piłek, które wyglądały jak piłki skórzane, jednak używało się ich znacznie łatwiej. W niektóre role podczas meczu wcielili się przedstawiciele węgierskiej reprezentacji piłki ręcznej. Nakręcenie filmu wymagało zarówno od nich, jak i od aktorów spędzenia w wodzie ok. 10 godzin dziennie.